# 绒布德寺
绒布德寺，位于中国西藏自治区日喀则市定日县驻地以南的珠穆朗玛峰下。该寺海拔约5300米，是世界上海拔最高的寺庙（第二高者是该寺以北的绒布寺，海拔5100米）。

## 简介
绒布德寺在绒布寺以南，二者之间是强秋塔林。绒布德寺位于绒布寺上方不远处，比絨布寺的海拔高250米，是世界上海拔最高的寺院。到21世纪初，绒布德寺已有1300余年历史。8世纪时，佛教大师莲花生在这里闭关修行。该寺院规模很小，21世纪初只有1个喇嘛。
登山者或旅游者从定日县进入珠穆朗玛峰地区以后，都会看到绒布寺、绒布德寺。绒布德寺原来是一座尼姑寺，文化大革命中被毁，现在残存部分房屋，但已无尼姑，仅有喇嘛在此居住。该寺有个地下密室，密室很小，但是据该寺喇嘛说，密室内石壁上有佛的手印及足迹。
绒布德寺附近有豹子，还有很多雪狼。